# Serra de Montjorn
La Serra de Montjorn és una serra situada al municipi de Navès (Solsonès), amb una elevació màxima de 1.213 metres.